# Nora Rebecca Wolff
Nora Rebecca Wolff (* 1996 in Hagen) ist eine deutsche Schauspielerin.

## Leben
Nora Rebecca Wolff stand bereits als Schülerin zwischen 2014 und 2017 beim Kinder- und Jugendtheater des Theater Hagen auf der Bühne. Zwischen 2016 und 2020 absolvierte sie ihre Schauspielausbildung an der Hochschule für Musik, Theater und Medien Hannover. Noch im Studium gastierte sie 2019 bei der Bremer shakespeare company als Bianca in Die Widerspenstige nach William Shakespeare und Anne Tyler. Zuvor war sie 2018 in der Regie von Daniel Nerlich am Schauspiel Hannover zu sehen.
Ihr erstes festes Engagement führte Wolff an das Junge Theater Heilbronn. Dort war sie in der Inszenierung von Grit Lukas in Petty Einweg – Die fantastische Reise einer Flasche bis ans Ende der Welt von Jens Raschke als Petty zu sehen. Außerdem spielte sie in Rico, Oskar und die Tieferschatten nach Andreas Steinhöfel in der Regie von Annette Kuß mit. 2022 stand sie in Corpus Delicti von Juli Zeh in der Regie von Nicole Buhr auf der Bühne.
Neben ihrer Tätigkeit auf der Bühne steht Wolff auch vor der Kamera und ist als Sprecherin tätig.
Wolff wohnt in Heilbronn.

## Filmografie (Auswahl)
- 2018: Ein Wochenende im August (Fernsehfilm, Regie: Esther Gronenborn)
- 2021: Johannes Brahms – Die Pranke des Löwen (Doko-Spielfilm, Regie: Annette Baumeister)

## Sprechertätigkeit
- 2019: Der, die oder das Gender – Radio-Feature von Jörn Klare (NDR)[13]
- 2019: Avdeevka dreaming – von Julia Solovieva (Hörspiel)[14]

## Auszeichnungen
- 2013: Schauspielpreis „Im Rampenlicht“ (Lions Club Hagen Mark)[15]